# Volksbank Immenstadt
Die Volksbank Immenstadt eG ist eine Genossenschaftsbank mit Sitz in der bayerischen Stadt Immenstadt im Allgäu im Landkreis Oberallgäu.

## Geschichte
Die Volksbank Immenstadt eG wurde am 7. Juni 1913 gegründet und hat sich bis heute ihre Eigenständigkeit bewahrt.

## Rechtsverhältnisse
Die Volksbank Immenstadt eG (lt. GnR „VOLKSBANK IMMENSTADT eG“) ist im Genossenschaftsregister beim Amtsgericht Kempten (Allgäu) unter GnR 833 eingetragen.

## Organisationsstruktur
Rechtsgrundlagen sind das Genossenschaftsgesetz und die durch die Generalversammlung beschlossene Satzung. Organe der Bank sind der Vorstand, der Aufsichtsrat und die Generalversammlung.

## Sicherungseinrichtung
Die Volksbank Immenstadt eG ist der amtlich anerkannten Sicherungseinrichtung des Bundesverbandes der Deutschen Volksbanken und Raiffeisenbanken GmbH und der zusätzlichen freiwilligen Sicherungseinrichtung des Bundesverbandes der Deutschen Volksbanken und Raiffeisenbanken e.V. angeschlossen.

## Geschäftsausrichtung
Die Volksbank Immenstadt eG betreibt das Universalbankgeschäft. Im Verbundgeschäft arbeitet sie mit der DZ Bank, R+V Versicherung, Bausparkasse Schwäbisch Hall, Teambank, VR Leasing,  DZ Hyp und der Union Investment zusammen.

## Geschäftsgebiet
Das Geschäftsgebiet liegt zentral im Landkreis Oberallgäu.
Neben der Geschäftsstelle am Sitz der Bank werden keine weiteren Geschäftsstellen betrieben.